# Scurtu Mare
Scurtu Mare is een Roemeense gemeente in het district Teleorman.
Scurtu Mare telt 1939 inwoners.